# IC 2868
IC 2868 је појединачна звијезда у сазвјежђу Лав која се налази на листи објеката дубоког неба у Индекс каталогу.
Деклинација објекта је + 9° 5' 42" а ректасцензија 11h 29m 5,7s.